# Coupole hexagonale gyroallongée
 (novembre 2024).
Pour les articles homonymes, voir Coupole (homonymie) et J22.
En géométrie, la coupole hexagonale gyroallongée est un des solides de Johnson (J22). Comme son nom l'indique, il peut être construit en gyroallongeant une coupole hexagonale (J3), c'est-à-dire en attachant un antiprisme hexagonal à sa base. Il peut être vu comme une bicoupole hexagonale gyroallongée (J44) dont on a enlevé une coupole hexagonale.
Les 92 solides de Johnson ont été nommés et décrits par Norman Johnson en 1966.